# 亚查红景天
亚查红景天（学名：Rhodiola atsaensis），为景天科红景天属下的一个植物种。